# Thuidium crispifolium
Thuidium crispifolium là một loài rêu trong họ Thuidiaceae. Loài này được (Hook.) Lindb. mô tả khoa học đầu tiên năm 1872.